# Xã Swanton, Quận Lucas, Ohio
Xã Swanton (tiếng Anh: Swanton Township) là một xã thuộc quận Lucas, tiểu bang Ohio, Hoa Kỳ. Năm 2010, dân số của xã này là 3.012 người.